# Hydriomena cachiria
Hydriomena cachiria là một loài bướm đêm trong họ Geometridae.